# Холт, Джонни
Джон Холт (англ. John Holt; 10 апреля 1865 — 18 декабря 1937), более известный как Джонни Холт (англ. Johnny Holt) — английский футболист, хавбек. Наиболее известен по выступлениям за «Эвертон», в составе которого становился чемпионом Англии, а также за национальную сборную Англии.

## Клубная карьера
Уроженец Блэкберна, в начале своей футбольной карьеры Холт играл за клубы «Кингз Оун» и «Черч». В 1884 году стал игроком «Блэкпул Сент-Джонс», а два года спустя перешёл в «Бутл». В 1888 году Холт подписал контракт с ливерпульским клубом «Эвертон», который готовился к выступлению в первом в истории сезоне Футбольной лиги. Холт дебютировал в Футбольной лиге 8 сентября 1888 года в матче против «Аккрингтона», в котором «Эвертон» одержал победу со счётом 2:1. Всего в дебютном сезоне провёл 17 из 22 матчей в Футбольной лиге.
Был ключевым игроком средней линии «Эвертона» 1890-х годов. В сезоне 1890/91 помог команде выиграть чемпионский титул. Несмотря на небольшой рост (165 см), обладал «потрясающим» прыжком, «перепрыгивая» своих более высоких соперников. Останавливал атаки соперников в центре поля, часто используя тактику мелких фолов, незаметных судьям. В общей сложности провёл за «Эвертон» 252 матча и забил 4 гола.
В октябре 1898 года Холт перешёл в «Рединг», выступавший в Южной футбольной лиге. В 1901 году завершил карьеру игрока. В 1910 году был избран в качестве директора «Рединга». Также судил футбольные матчи. 

## Карьера в сборной
15 марта 1890 года дебютировал за сборную Англии в матче Домашнего чемпионата против сборной Уэльса на стадионе «Рейскорс Граунд» в Рексеме; англичане одержали в той игре победу со счётом 3:1.
В сезоне 1889/90 помог англичанам одержать разделённую победу в Домашнем чемпионате. В дальнейшем выигрывал Домашний чемпионат в сезонах 1890/91, 1891/92, 1892/93 и 1894/95.
Выступал за сборную на протяжении десяти лет, сыграв 10 матчей (все — на позиции центрального хавбека).

### Список матчей за сборную
| №  | Дата          | Стадион                    | Соперник  | Результат | Турнир                  |
| -- | ------------- | -------------------------- | --------- | --------- | ----------------------- |
| 1  | 15 марта 1890 | «Рейскорс Граунд», Рексем  | Уэльс     | 3:1       | Домашний чемпионат 1890 |
| 2  | 7 марта 1891  | «Ньюкасл Роуд», Сандерленд | Уэльс     | 4:1       | Домашний чемпионат 1891 |
| 3  | 6 апреля 1891 | «Ивуд Парк», Блэкберн      | Шотландия | 2:1       | Домашний чемпионат 1891 |
| 4  | 5 марта 1892  | «Солитьюд», Белфаст        | Ирландия  | 2:0       | Домашний чемпионат 1892 |
| 5  | 2 апреля 1892 | «Айброкс Парк», Глазго     | Шотландия | 4:1       | Домашний чемпионат 1892 |
| 6  | 1 апреля 1893 | «Атлетик Граунд», Лондон   | Шотландия | 5:2       | Домашний чемпионат 1893 |
| 7  | 3 марта 1894  | «Солитьюд», Белфаст        | Ирландия  | 2:2       | Домашний чемпионат 1894 |
| 8  | 7 апреля 1894 | «Селтик Парк», Глазго      | Шотландия | 2:2       | Домашний чемпионат 1894 |
| 9  | 6 апреля 1895 | «Гудисон Парк», Ливерпуль  | Шотландия | 3:0       | Домашний чемпионат 1895 |
| 10 | 17 марта 1900 | «Лэнсдаун Роуд», Дублин    | Ирландия  | 2:0       | Домашний чемпионат 1900 |

Итого: 10 матчей / 0 голов; 8 побед, 2 ничьи, 0 поражений.

## Достижения
«Эвертон»
- Чемпион Англии: 1890/91
- Вице-чемпион Англии: 1889/90, 1894/95
- Финалист Кубка Англии: 1892/93, 1896/97

Сборная Англии
- Победитель Домашнего чемпионата (5): 1889/90 (разделённая победа), 1890/91, 1891/92, 1892/93, 1894/95